# Tetanie
Tetanie (von griechisch τέτανος tétanos, deutsch ‚Spannung‘) ist eine Störung der Motorik (Krampf) und der Sensibilität (Kribbeln) als Zeichen einer Übererregbarkeit der Nerven und Muskeln. Im Extremfall handelt es sich um einen schmerzhaften Muskelkrampf.

## Ursache
Die Ursache ist meist Hypokalzämie, also ein Kalziummangel im Blut.
Calcium(II)-Ionen haben eine das Membranpotential stabilisierende Wirkung, die vermittelt wird, indem sie mit den spannungsregulierten Natriumkanälen interagieren. Landläufig wird dies so erklärt, dass die Ca2+-Ionen den Kanal „verstopfen“. Es kommt zu einer Konformationsänderung des Kanals, wodurch dessen elektrische Eigenschaften sich verändern und eine stärkere Depolarisation zur Öffnung der Ionenkanäle notwendig wird. Umgekehrt kann es ab einer Verringerung der extrazellulären Kalziumkonzentration um die Hälfte zu spontanen Entladungen in peripheren Nerven kommen und so zur Tetanie. Dabei stehen die am Natriumkanal gebundenen Ca2+-Ionen mit den „freien“ (d. h. nicht an Plasmaproteine gebundenen) Ca2+-Ionen im Gleichgewicht.
Ursache für einen Kalziummangel kann beispielsweise die versehentliche Entfernung von Nebenschilddrüsen (Glandulae parathyroideae) bei einer Schilddrüsen-Operation sein; aus dieser seltenen Komplikationen resultiert eine sogenannte parathyreoprive Tetanie (Vgl. Hypoparathyreoidismus bzw. Nebenschilddrüseninsuffizienz).

## Symptomatik
Bei der hypokalzämischen Tetanie kommt es zu tetanischen Anfällen mit ängstlicher Unruhe, Taubheitsgefühl, Missempfindungen und Muskelkrämpfen, u. a. auch Blepharospasmen.

## Klinik
Chvostek- und Trousseau-Zeichen als Ausdruck einer gesteigerten neuromuskulären Erregbarkeit sind positiv. Der Patient hat in der Regel eine Art „Pfötchen“-Stellung einer und/oder beider Hände und Arme.

## Einteilung

### Hypokalzämische Tetanie
Hier kommt es zu einem Abfall des Gesamtcalciums im Plasma; die Ionen diffundieren von den Natriumkanälen ab und ein Aktionspotential kann nun leichter ausgelöst werden. An der Muskulatur führt das zu Krämpfen, und zwar auch im Ruhezustand, beispielsweise während des Schlafs. Die übermäßige Erregbarkeit von sensiblen Nervenbahnen wird als Kribbeln wahrgenommen.

### Normokalzämische Tetanie
Das Gesamtcalcium (freies plus gebundenes Ca2+) im Plasma bleibt konstant; allerdings findet eine verstärkte Ca2+-Bindung an die Plasmaproteine statt. Ursache hierfür kann eine Alkalose (zum Beispiel bei Hyperventilation, man spricht dann auch von einer Hyperventilationstetanie) sein.

## Psychogene Tetanie
In der Psychiatrie werden dissoziative Krampfanfälle auch als psychogene Tetanie bezeichnet. Diese kann im Extremfall bis zu epilepsie-ähnlichen Erscheinungsformen führen.

## Veterinärmedizin
Eine besondere Erkrankung bei Wiederkäuern ist die Weidetetanie.